# Chandongja SC
Chandongja Sports Club oder auch Chandongcha Sports Club (찬동자체육단) ist ein Fußballverein aus der nordkoreanischen Stadt Ch’ŏngjin. Er spielt in der höchsten Liga des Landes, der DPR Korea Liga.

## Stadion
Heimspiele werden im 15.000 Zuschauer fassenden Chandongja Park abgehalten.

## Erfolge
Meister DPR Korea Liga:
1989